# Dubovîk, Radomîșl
Dubovîk (în ucraineană Дубовик) este un sat în comuna Zankî din raionul Radomîșl, regiunea Jîtomîr, Ucraina.

## Demografie
Componența lingvistică a localității Dubovîk
     Ucraineană (96,58%)
     Rusă (3,42%)
Conform recensământului din 2001, majoritatea populației localității Dubovîk era vorbitoare de ucraineană (96,58%), existând în minoritate și vorbitori de rusă (3,42%).